# Häuslingen
Häuslingen is een gemeente in de Duitse deelstaat Nedersaksen. De gemeente maakt deel uit van de Samtgemeinde Rethem/Aller in het Landkreis Heidekreis. Häuslingen telt 779 inwoners.
De gemeente bestaat uit de twee dorpjes Groß Häuslingen en Klein Häuslingen.
Het -tegenwoordig weinig belangrijke-  dorp wordt voor het eerst in 1220 als „Huchelem“ in een document vermeld. Van 1911 tot 1925 bevond zich in het dorp een kalimijn, met eigen spoorwegaansluiting. Van dit vroegere mijnspoor resteert alleen nog een over het tracé lopend wandelpad. Verder zijn nog enkele villa's van vroegere mijndirecteuren bewaard gebleven. 
- Gemeinsame Normdatei: 7697898-9
- Virtual International Authority File: 239249484

Ahlden · 
Bad Fallingbostel · 
Bispingen · 
Böhme · 
Bomlitz · 
Buchholz · 
Eickeloh · 
Essel · 
Frankenfeld · 
Gilten · 
Grethem · 
Hademstorf · 
Häuslingen · 
Hodenhagen · 
Lindwedel · 
Munster · 
Neuenkirchen · 
Osterheide · 
Rethem (Aller) · 
Schneverdingen · 
Schwarmstedt · 
Soltau · 
Walsrode · 
Wietzendorf